# Margaretha Bergström
Anna Margareta Bergström (född Spång), född 20 juli 1926 i Sofia församling, Jönköpings län, död 19 maj 2007 i Högalids församling, Stockholm kommun, Stockholms län, var en svensk skådespelare.
Hon var dotter till barberaren Sven Ludvig Svensson Spång och Mimmi Dagmar Lindström. På fädernet härstammade hon från en knektsläkt Spång och på mödernet en gammal lotssläkt från Vållö.
Hon växte upp under enkla förhållanden i Jönköping tillsammans med sina två systrar Vivan och Ingeborg. Hennes föräldrar ville under 1920-talet att familjen skulle emigrera till USA, men då nya regler infördes kort efter att allt praktiskt i övrigt var klart, gick den önskan om intet. 
Den 3 februari 1939 flyttade familjen till Fredhäll i Stockholm där Bergström senare fick plats vid Dramatens elevskola. Bergström filmdebuterade 1943 och hon kom att medverka i drygt 25 filmer. Hon har spelat mot alla de stora namnen som Margaretha Krook, Evert Taube, Hugo Björne, Håkan Westergren, Åke Söderblom, Thor Modéen med flera. Hennes mest kända roll blev den som herrgårdsfröken Regina Sylwester i Kulla-Gulla 1956.
Hon var gift med regissören Håkan Bergström 1944–1967. En av deras söner, Totte Bergström, är vissångare. Hon är gravsatt i minneslunden på Skogskyrkogården i Stockholm.

## Filmografi
- 1943 – Jag dräpte
- 1943 – Lille Napoleon
- 1944 – Mitt folk är icke ditt
- 1944 – Örnungar
- 1944 – En dag skall gry
- 1944 – Jag är eld och luft
- 1944 – Lilla helgonet
- 1946 – Försök inte med mej ..!
- 1946 – Kvinnor i väntrum
- 1946 – Kristin kommenderar
- 1947 – Pappa sökes
- 1948 – Loffe på luffen
- 1948 – Kvinnan gör mig galen
- 1949 – Sjösalavår
- 1949 – Gatan
- 1954 – Två sköna juveler
- 1954 – Kvinnodröm
- 1956 – 7 vackra flickor
- 1956 – Kulla-Gulla
- 1966 – Jag
- 1971 – Troll

### Fotnoter
1. 1 2 3  ”Patriks släkt och kultursidor - Mormors antavla”. privat.bahnhof.se. http://privat.bahnhof.se/wb261402/anmormor.htm. Läst 20 maj 2019.
2. ↑  IMDB
3. ↑  Sveriges dödbok 1860-2017, 7, Sveriges släktforskarförbund
4. ↑  SvenskaGravar